# Віго-Рендена
Віго-Рендена, Віґо-Рендена (італ. Vigo Rendena) — колишній муніципалітет в Італії, у регіоні Трентіно-Альто-Адідже,  провінція Тренто. З 1 січня 2016 року Віго-Рендена є частиною новоствореного муніципалітету Порте-ді-Рендена.
Віго-Рендена розташоване на відстані близько 490 км на північ від Рима, 31 км на захід від Тренто.
Населення — 504 особи (2014).
Щорічний фестиваль відбувається 10 серпня. Покровитель — Святий Лаврентій.

## Демографія
Населення за роками:

Станом на 31 грудня 2014 року в муніципалітеті офіційно проживало 26 іноземців з 9 країн, серед них 2 громадяни країн Євросоюзу та 1 громадянин України.

## Сусідні муніципалітети
- Даре
- Пелуго
- Вілла-Рендена